# Amphilophus macracanthus
Espèce
Amphilophus macracanthus est une espèce de poissons néotropicaux.